# کوپک سلطان چاوشلو
کوپک سلطان چاوشلو از امرای قزلباش طایفه استاجلو بود. وی رهبری یکی از آشوب‌های ایل استاجلو که در سال ۱۵۲۰ میلادی رخ داد را برعهده داشت.